# Neosybra ryukyuensis
Neosybra ryukyuensis là một loài bọ cánh cứng trong họ Cerambycidae.